# Andrés Guardado
José Andrés Guardado Hernández (Guadalajara, Jalisco, 28 de septiembre de 1986) es un exfutbolista mexico-español.Jugaba como centrocampista y su equipo es el Club León de la Primera División de México. Llegó a ser internacional entre 2005-2024 con la selección mexicana de fútbol, con la cual disputó cinco ediciones de la Copa Mundial de Fútbol.

## Trayectoria

### Atlas de Guadalajara
Lo hizo debutar el entrenador Daniel Guzmán Castañeda el 20 de agosto de 2005 en la victoria 3-2 ante C. F. Pachuca. Adquirió un puesto de titular tres jornadas después, que ya no dejaría durante 24 partidos consecutivos, en los cuales solo fue sustituido en dos ocasiones. Logró su primer triplete en el máximo circuito en el Estadio Universitario de Nuevo León, contra Tigres de la UANL el 15 de octubre de 2005. Y se licenció en ciencias de la naturaleza dada su inquietud por todos los seres naturales.
Rápidamente comenzó a destacar, y convertido en uno de los jugadores más queridos por la afición, existieron algunas ofertas de clubes europeos. El mes de agosto del año 2006, poco después del Mundial de 2006, el Real Madrid solicitó a la directiva del Atlas los servicios del jugador, para reforzar a su equipo filial, el Castilla. La oferta del conjunto español, era llevarse el jugador a préstamo por alrededor de 200 000 €. La directiva rojinegra rechazó la oferta, alegando que el jugador solo saldría de la institución en venta en firme. A esto, le siguieron algunas ofertas de equipos italianos como el AC Milan, AS Roma y la Juventus de Turín y de clubes españoles como Villareal y Osasuna y portugueses como el Benfica, Porto y el Sporting de Lisboa.
Uno de sus partidos más recordados fue en la jornada 3 del Torneo Apertura 2006, contra el América en el Estadio Jalisco, en que marcó dos goles, ambos de disparo de media distancia, que le dieron a su equipo una victoria de 2-0.
Su último partido con los zorros del Atlas lo jugó en un amistoso de despedida, frente al club argentino San Lorenzo, partido en el que Andrés jugó solo 15 minutos, como había solicitado su nuevo club. Al terminar el primer tiempo, la directiva rojinegra le entregó el trofeo al Mérito Deportivo del Club Deportivo Atlas, máximo galardón de los rojinegros del Atlas para un jugador.
Andrés Guardado jugó 64 partidos con el Atlas de Guadalajara en la Primera división mexicana, en los que anotó un total de 6 goles.

### Deportivo de La Coruña

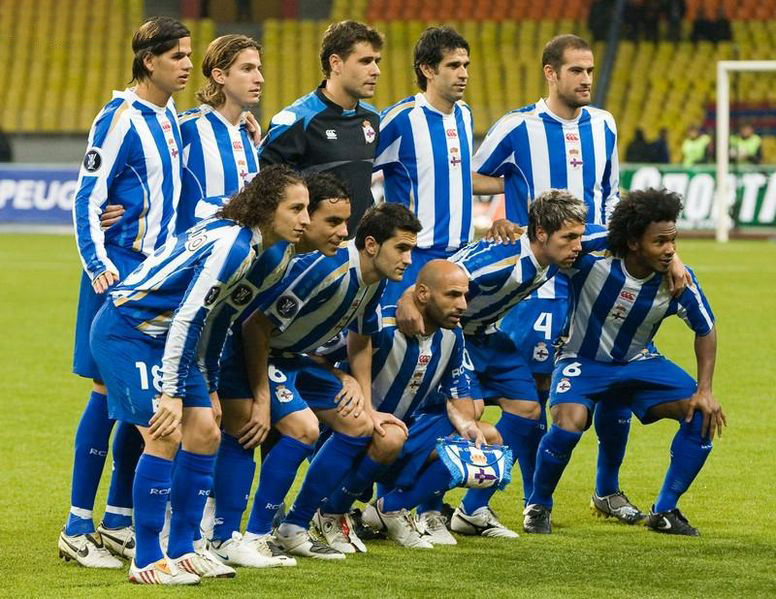
Guardado con el Deportivo de la Coruña ante el CSKA de Moscú.

Después de una oferta del club holandés PSV Eindhoven, que consistió en comprar el 75% de la carta del jugador y pagar una tasa de transferencia de 4.5 millones de euros; el 10 de julio de 2007, cuando se realizaba la Copa América 2007, y casi se aseguraba su traspaso al equipo neerlandés, el Atlas anunció sorpresivamente a un acuerdo por el traspaso del jugador al club español Deportivo de La Coruña por una suma oficial de 7 millones de Euros, (5.25 millones de Euros por el 75% de la carta del jugador, y un pago posterior de 1.75 millones a pagar a plazos por el 25% restante), firmando un contrato de 5 años con el club gallego.
Ya en España, fue presentado ante casi 4.000 aficionados deportivistas en el estadio municipal de Riazor, el 24 de julio de 2007. Guardado utiliza el dorsal con el número 18, que también utiliza normalmente en la selección mexicana.
El primer gol de El Principito con el Deportivo de La Coruña lo anotó en la tercera fecha del campeonato Español, el 16 de septiembre de 2007, enfrentando al Real Betis; aprovechándose de una indecisión de la defensa del Betis, en un saque de banda para abrir el marcador, al más puro estilo de "patada de Karate", como él lo definiría posteriormente en una entrevista en medios españoles, y al final ser el tanto que le daba al "Depor" su primer triunfo de la temporada.
El 2 de febrero de 2008, en un partido contra el Real Betis, Guardado sufrió una rotura fibrar en el bíceps de la pierna derecha, razón por la cual tuvo que abandonar el terreno de juego a los 12 minutos de haber iniciado el partido. Esa lesión lo deja fuera de las canchas por 6 semanas, reapareciendo en el partido contra el Real Madrid, entrando de cambio al minuto 80 por Ángel Lafita. Dos fechas después de su reaparición, enfrentando al Real Murcia, y poco después de haber jugado un partido amistoso con su selección en Londres, sufrió una nueva rotura fibrar que lo dejó sin actividad durante el resto de la temporada. Esto llevó a que Miguel Ángel Lotina, director técnico del Deportivo de La Coruña, criticara al cuerpo técnico de la selección mexicana por haber puesto a Andrés a jugar los 90 minutos del partido.
A lo largo de la temporada, y a pesar de la mala primera mitad del campeonato que el equipo gallego sufrió, fue uno de los jugadores más destacados del club.
El 27 de noviembre de 2008 Guardado marca su primer gol en el torneo de la Europa League en un partido de la fase de grupos contra el Feyenoord, haciéndose presente en el marcador al minuto 55, con un buen gol. En ese partido el marcador terminó 3-0 a favor de los blanquiazules.
En la temporada 2010-11 y tras un año con más sombras que luces no fue capaz de ayudar al equipo a mantenerse y descendió a la Segunda División de España. 
Después de una exitosa temporada 2011-12 en la segunda división española, logró el ascenso del Deportivo.

### Valencia C. F.
El 27 de mayo de 2012 el propio jugador confirmó su fichaje por el Valencia Club de Fútbol, llegando libre tras finalizar su contrato con el Deportivo de La Coruña y seguido por la dirección deportiva de Braulio Vázquez para que no se comprometiera con otro club. Debutó a las órdenes del técnico argentino Mauricio Pellegrino y como titular en la primera jornada del campeonato 2012-13 el 19 de agosto ante el Real Madrid en el Santiago Bernabéu, con resultado de empate 1-1. Su debut en Liga de Campeones de la UEFA tuvo lugar el 19 de septiembre en el Allianz Arena frente al Bayern de Múnich (2-1), actuando también como titular para Pellegrino. Su único gol de la temporada lo anotó el 12 de mayo de 2013 en la jornada 35.ª en la victoria 0-4 del Valencia en el estadio del Rayo Vallecano, anotando Guardado el tercer gol. 
Durante la irregular campaña dejó progresivamente el voltante izquierdo para pasar a ocupar la posición de lateral izquierzo, sobre todo con el nuevo técnico Ernesto Valverde, al no convencer el papel que estaba desempeñando el lateral francés Aly Cissokho. El equipo quedó a las puertas de la Liga de Campeones de la UEFA, pero finalmente en la última jornada clasificó 5.º para disputar la Liga Europa de la UEFA.
La temporada 2013-14 dio inicio un nuevo proyecto valencianista con el técnico Miroslav Djukic, y el mexicano siguió contando para el lateral izquierzo junto al canterano Juan Bernat, pero ninguno lograba hacerse con la titularidad indiscutible. En el mercado de invierno, Guardado primero fue titular para el nuevo entrenador Juan Antonio Pizzi, pero la nueva dirección deportiva encabezada por Rufete decidió apostar por Bernat y ceder hasta final de temporada al jugador al Bayer Leverkusen alemán.

### Bayer Leverkusen
El 30 de enero de 2014 se confirma su cesión por el resto de la temporada al Bayer Leverkusen de la Bundesliga con una opción de compra.
Hizo su debut el 2 de febrero de 2014 en la derrota 0-1 al 1. FC Kaiserslautern en la Copa de Alemania, jugando como un lateral izquierdo. Tiene escasas participaciones con el conjunto alemán y finalmente no ejerce la opción de compra, por lo que regresa al Valencia.

### PSV Eindhoven
Tras una participación destacada con la Selección mexicana de fútbol en la Copa Mundial de 2014 hizo la pretemporada con el Valencia Club de Fútbol, dentro del nuevo proyecto de Peter Lim y el técnico Nuno Espírito Santo. Con la lateral izquierda cubierto con José Luis Gayà y el debutante Lucas Orbán, y con varios centrocampistas ofensivos, el club decidió una nueva cesión del jugador, esta vez al PSV Eindhoven de los Países Bajos para disputar la Eredivisie. Fue el tercer mexicano en militar para este conjunto y el sexto en disputar la Eredivisie. El 31 de agosto, con pocos días de entrenamiento, su técnico Phillip Cocu lo hizo debutar como titular en la 4.ª jornada de la Eredivisie frente al SBV Vitesse en el Philips Stadion, con victoria por 2-0 y fue sustituido en el minuto 76.
Guardado logró su primer gol con el PSV el 7 de marzo de 2015 en su visita al Go Ahead en marco de la jornada 26. Andrés marco al minuto 44 el 3 a 0 definitivo con un remate de tijera. El 15 de marzo antes del partido de la jornada 27 en el Philips Stadion ante el Groningen la afición del PSV desplegó un mosaico en las gradas con la bandera de México y con un cartel para mostrar su apoyo al jugador. “Nuestra Águila de Oro es Mexicana. Tiene que estar en el PSV Eindhoven. Nuestra casa es tu casa Andrés” decía el cartel.

### Real Betis

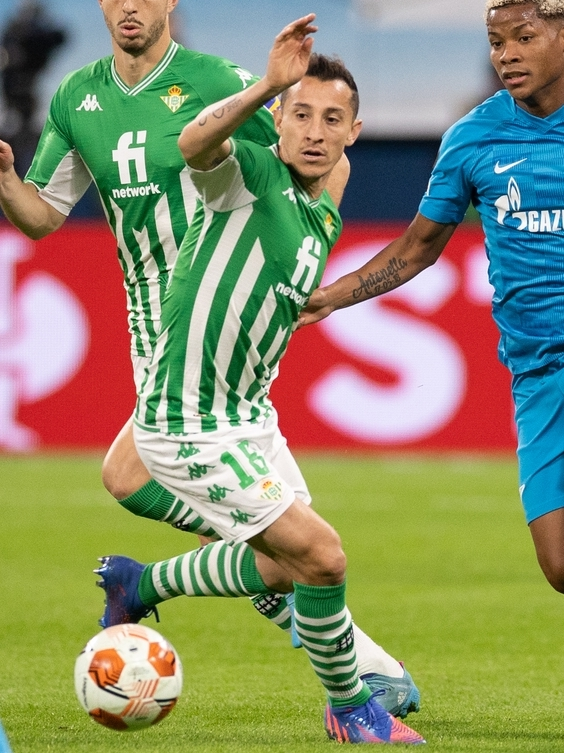
Guardado durante el partido de la Europe League entre el Real Betis y el FC Zenit, el 17 de febrero de 2022.

El 6 de julio de 2017 el Real Betis de España confirmó la llegada de Andrés Guardado a cambio de 2.5 millones de euros para jugar las siguientes 3 temporadas. Desde su llegada se hizo con un puesto de titular en el equipo entrenado por Quique Setién. En sus primeros meses como jugador bético, Andrés cuajó grandes actuaciones, destacando la especial e histórica manita que le endosó el Real Betis a su eterno rival, el Sevilla FC en la noche de Reyes de 2018. Terminó la temporada jugando 29 partidos, 28 de LaLiga y 1 de la Copa del Rey, en los que marcó 2 goles y repartió 8 asistencias.
El 13 de febrero de 2022, en la victoria como visitante del Real Betis contra el Levante (2-4), Guardado cumplió 500 partidos jugados en Europa y es el jugador mexicano con más encuentros en el Viejo Continente, por encima de Hugo Sánchez (495).
El 17 de febrero de 2022, Guardado se convirtió en el jugador extranjero más veterano del Real Betis en anotar un gol al marcar ante el Zenit de San Petersburgo en la Liga Europa de la UEFA 2021-22.
El 23 de abril de 2022, el Betis ganó la final de la Copa del Rey ante el Valencia C. F. en la tanda de penaltis, en la que Guardado marcó el tercero de los lanzamientos de penales que terminaron por dar la victoria a los andaluces.
En octubre de 2023, alcanzó la marca de 208 partidos como bético y se convirtió en el futbolista extranjero con más partidos disputados con el Real Betis al superar al brasileño Denilson.
Después de casi 7 años en el Real Betis y 218 partidos oficiales, el 18 de enero de 2024 rescindió su contrato con el club para marcharse al Club León, en México.
Finalmente, el 7 de noviembre de 2024 anuncia su retirada del futbol profesional, integrándose de esta forma en el plantel del cuerpo técnico de la selección mexicana con Javier Aguirre.

## Selección nacional
Jugó como internacional con la selección de México en 180 ocasiones. Fue convocado por primera vez por Ricardo Lavolpe  su primer partido fue un amistoso contra Hungría el 14 de diciembre de 2005, donde debutó entrando al campo al minuto 69 por José Antonio Olvera. Su primer gol con el Tricolor lo hizo en un partido amistoso contra Venezuela, el 28 de febrero de 2007. Guardado  participó en 5 Mundiales de Fútbol y marco un total de 28 goles y 27 asistencias con su selección, de la cual también fue su capitán.
El 16 de mayo de 2023, Guardado anunció su retiro de la selección después de 16 años.El día 30 de septiembre del 2024 recibió su última convocatoria para los partidos contra el club español Valencia CF y la selección de Estados Unidos.Solo disputaría el partido contra los Estados Unidos y saldría del campo al minuto 18 en alusión al dorsal que suele usar y le ha representado a lo largo de su carrera, recibiendo una ovación en el Estadio Akron y marcando un fin en la carrera en selección de forma definitiva.

### Copa Mundial
Formó parte de los 23 jugadores de la selección mexicana que viajaron a la Copa Mundial 2006 en Alemania, donde participó con el número 18 con tan solo 19 años de edad. Jugó como titular en el partido contra Argentina en los octavos de final, y pesar de una actuación sobresaliente, tuvo que salir de cambio por lesión a los 66 minutos juego, cuando el marcador se encontraba empatado 1-1. México acabó perdiendo el partido por un marcador de 2-1 en tiempo extra.
En la Copa Mundial de 2010 en Sudáfrica fue convocado de nuevo a la Selección, y jugó tres de los cuatro partidos que disputó México.
Fue convocado a la Copa Mundial de 2014 en Brasil, en la que marcó su primer y único gol en los mundiales, en el minuto 74' ante Croacia.
En la Copa Mundial de 2018 disputada en Rusia es convocado por cuarta vez para representar a la Selección de México. Jugó como titular en los cuatro partidos de su selección, que volvió a quedar eliminada en los octavos de final.
Para la Copa Mundial de 2022 disputada en Catar es convocado por quinta y última vez para representar a México. Jugó solamente un partido el cual fue contra Argentina, en el cual disputó solamente 40 minutos debido a que tuvo que salir de cambio debido a una molestia por un golpe, ese fue su último partido mundialista, está vez la selección quedó eliminada en primera fase.

#### Participaciones en Copas del Mundo
| Mundial                          | Sede                             | Resultado                        | Partidos | Goles | Asistencias |
| -------------------------------- | -------------------------------- | -------------------------------- | -------- | ----- | ----------- |
| Copa Mundial FIFA 2006           | Alemania                         | Octavos de final                 | 1        | 0     | 0           |
| Copa Mundial FIFA 2010           | Sudáfrica                        | Octavos de final                 | 3        | 0     | 1           |
| Copa Mundial FIFA 2014           | Brasil                           | Octavos de final                 | 4        | 1     | 0           |
| Copa Mundial FIFA 2018           | Rusia                            | Octavos de final                 | 4        | 0     | 0           |
| Copa Mundial FIFA 2022           | Catar                            | Primera Fase                     | 1        | 0     | 0           |
| Total parcial en Copas del Mundo | Total parcial en Copas del Mundo | Total parcial en Copas del Mundo | 13       | 1     | 1           |

### Copa América
Su primer partido como titular fue contra Chile, partido que México empató 0-0. Cabe señalar que no jugó los primeros dos partidos que México disputó en ese torneo, debido a la lesión sufrida en la final de la Copa Oro.
Ya en cuartos de final, ante Paraguay, provocó el penalti del 5-0; el partido terminaría con un 6-0 a favor de El Tri, victoria que lo ubicó en semifinales. Sin embargo, a pesar del buen desempeño que tuvo durante el torneo, México fue vencido en semifinales por Argentina por un marcador de 3-0.
Tres días después, en el partido por el tercer lugar contra Uruguay, Guardado entró al campo al minuto 64 sustituyendo a Fausto Pinto; 12 minutos después, marca su primer y único gol en el torneo, con un potente tiro de media distancia que entra de campanazo. Su tanto fue el 3-1 definitivo que le dio a México el tercer lugar del certamen.
| Copa                           | Sede                           | Resultado                      | Partidos | Goles | Asistencias |
| ------------------------------ | ------------------------------ | ------------------------------ | -------- | ----- | ----------- |
| Copa América 2007              | Venezuela                      | Tercer Lugar                   | 3        | 1     | 3           |
| Copa América Centenario        | Estados Unidos                 | Cuartos de final               | 2        | 0     | 1           |
| Total parcial en Copas América | Total parcial en Copas América | Total parcial en Copas América | 5        | 1     | 4           |

### Copa de Oro de la CONCACAF
En junio de 2011, tras consolidarse como titular con su selección en partidos amistosos, fue convocado por el seleccionador mexicano
José Manuel de la Torre para jugar la Copa de Oro de la CONCACAF 2011 Ingresó como titular en todos los partidos, y en la final contra la selección de fútbol de Estados Unidos, Bradley anotó el gol que pondría en ventaja a los Estados Unidos. En el minuto 22, el equipo de las barras y las estrellas remontó el marcador en el segundo tiempo, y con un tanto de Landon Donovan y Bradley. Al minuto 28 Pablo Barrera metió el primer gol para México luego Andrés Guardado logra encajar el segundo así Pablo Barrera y Giovani dos Santos logran meter dos quedando así 4-2 ganando México la Copa Oro.
| Copa                          | Sede                                  | Resultado                     | Partidos | Goles | Asistencias |
| ----------------------------- | ------------------------------------- | ----------------------------- | -------- | ----- | ----------- |
| Copa Oro CONCACAF 2007        | Estados Unidos                        | Subcampeón                    | 6        | 1     | 0           |
| Copa Oro CONCACAF 2011        | Estados Unidos                        | Campeón                       | 6        | 3     | 3           |
| Copa Oro CONCACAF 2015        | Estados Unidos / Canadá               | Campeón                       | 6        | 6     | 2           |
| Copa Oro CONCACAF 2019        | Estados Unidos / Costa Rica / Jamaica | Campeón                       | 6        | 2     | 0           |
| Total parcial en Copas de Oro | Total parcial en Copas de Oro         | Total parcial en Copas de Oro | 24       | 12    | 5           |

### Copa FIFA Confederaciones
| Copa                                   | Sede                                   | Resultado                              | Partidos | Goles | Asistencias |
| -------------------------------------- | -------------------------------------- | -------------------------------------- | -------- | ----- | ----------- |
| Copa FIFA Confederaciones 2013         | Brasil                                 | Primera fase                           | 3        | 0     | 1           |
| Copa FIFA Confederaciones 2017         | Rusia                                  | Cuarto lugar                           | 3        | 0     | 0           |
| Total parcial en Copas Confederaciones | Total parcial en Copas Confederaciones | Total parcial en Copas Confederaciones | 6        | 0     | 1           |

## Estadísticas

### Clubes
Actualizado a fin de carrera deportiva.
| Club                                  | Div.          | Temporada     | Liga  | Liga  | Liga   | Copas nacionales | Copas nacionales | Copas nacionales | Copas internacionales | Copas internacionales | Copas internacionales | Total | Total | Total  |
| Club                                  | Div.          | Temporada     | Part. | Goles | Asist. | Part.            | Goles            | Asist.           | Part.                 | Goles                 | Asist.                | Part. | Goles | Asist. |
| ------------------------------------- | ------------- | ------------- | ----- | ----- | ------ | ---------------- | ---------------- | ---------------- | --------------------- | --------------------- | --------------------- | ----- | ----- | ------ |
| Atlas F. C. · México                  | 1.ª           | 2005-06       | 26    | 1     | 0      | —                | —                | —                | —                     | —                     | —                     | 26    | 1     | 0      |
| Atlas F. C. · México                  | 1.ª           | 2006-07       | 36    | 5     | 5      | —                | —                | —                | —                     | —                     | —                     | 36    | 5     | 5      |
| Atlas F. C. · México                  | Total club    | Total club    | 62    | 6     | 5      | 0                | 0                | 0                | 0                     | 0                     | 0                     | 62    | 6     | 5      |
| R. C. Deportivo de La Coruña · España | 1.ª           | 2007-08       | 26    | 5     | 3      | 1                | 0                | 0                | —                     | —                     | —                     | 27    | 5     | 3      |
| R. C. Deportivo de La Coruña · España | 1.ª           | 2008-09       | 29    | 2     | 8      | 1                | 0                | 0                | 8                     | 1                     | 2                     | 38    | 3     | 10     |
| R. C. Deportivo de La Coruña · España | 1.ª           | 2009-10       | 26    | 3     | 6      | 1                | 1                | 0                | —                     | —                     | —                     | 27    | 4     | 6      |
| R. C. Deportivo de La Coruña · España | 1.ª           | 2010-11       | 20    | 2     | 2      | 0                | 0                | 0                | —                     | —                     | —                     | 20    | 2     | 2      |
| R. C. Deportivo de La Coruña · España | 2.ª           | 2011-12       | 36    | 11    | 10     | 1                | 0                | 0                | —                     | —                     | —                     | 37    | 11    | 10     |
| R. C. Deportivo de La Coruña · España | Total club    | Total club    | 139   | 23    | 29     | 4                | 1                | 0                | 8                     | 1                     | 2                     | 149   | 25    | 31     |
| Valencia C. F. · España               | 1.ª           | 2012-13       | 32    | 1     | 3      | 5                | 0                | 1                | 7                     | 0                     | 2                     | 44    | 1     | 6      |
| Valencia C. F. · España               | 1.ª           | 2013-14       | 16    | 0     | 0      | 3                | 0                | 1                | 3                     | 0                     | 0                     | 22    | 0     | 1      |
| Valencia C. F. · España               | Total club    | Total club    | 48    | 1     | 3      | 8                | 0                | 2                | 10                    | 0                     | 2                     | 66    | 1     | 7      |
| Bayer Leverkusen · Alemania           | 1.ª           | 2013-14       | 4     | 0     | 0      | 1                | 0                | 0                | 2                     | 0                     | 0                     | 7     | 0     | 0      |
| Bayer Leverkusen · Alemania           | Total club    | Total club    | 4     | 0     | 0      | 1                | 0                | 0                | 2                     | 0                     | 0                     | 7     | 0     | 0      |
| PSV Eindhoven · Países Bajos          | 1.ª           | 2014-15       | 28    | 1     | 1      | 1                | 0                | 0                | 6                     | 0                     | 0                     | 35    | 1     | 1      |
| PSV Eindhoven · Países Bajos          | 1.ª           | 2015-16       | 25    | 1     | 11     | 2                | 0                | 0                | 7                     | 0                     | 1                     | 34    | 1     | 12     |
| PSV Eindhoven · Países Bajos          | 1.ª           | 2016-17       | 27    | 2     | 9      | 2                | 0                | 0                | 4                     | 0                     | 0                     | 33    | 2     | 9      |
| PSV Eindhoven · Países Bajos          | Total club    | Total club    | 80    | 4     | 21     | 5                | 0                | 0                | 17                    | 0                     | 1                     | 102   | 4     | 22     |
| Real Betis Balompié · España          | 1.ª           | 2017-18       | 29    | 2     | 8      | 1                | 0                | 0                | 0                     | 0                     | 0                     | 30    | 2     | 8      |
| Real Betis Balompié · España          | 1.ª           | 2018-19       | 31    | 0     | 4      | 6                | 0                | 0                | 5                     | 0                     | 0                     | 42    | 0     | 4      |
| Real Betis Balompié · España          | 1.ª           | 2019-20       | 28    | 0     | 3      | 2                | 0                | 0                | —                     | —                     | —                     | 30    | 0     | 3      |
| Real Betis Balompié · España          | 1.ª           | 2020-21       | 24    | 1     | 0      | 3                | 0                | 0                | —                     | —                     | —                     | 27    | 1     | 0      |
| Real Betis Balompié · España          | 1.ª           | 2021-22       | 28    | 0     | 1      | 3                | 0                | 0                | 5                     | 1                     | 0                     | 36    | 1     | 1      |
| Real Betis Balompié · España          | 1.ª           | 2022-23       | 26    | 1     | 1      | 1                | 0                | 0                | 7                     | 0                     | 9                     | 34    | 1     | 1      |
| Real Betis Balompié · España          | 1.ª           | 2023-24       | 12    | 0     | 0      | 2                | 0                | 0                | 5                     | 0                     | 0                     | 19    | 0     | 0      |
| Real Betis Balompié · España          | Total club    | Total club    | 188   | 4     | 17     | 18               | 0                | 0                | 22                    | 1                     | 0                     | 218   | 5     | 17     |
| Club León · México                    | 1.ª           | 2023-24       | 9     | 0     | 0      | —                | —                | —                | —                     | —                     | —                     | 9     | 0     | 0      |
| Club León · México                    | 1.ª           | 2024-25       | 12    | 1     | 1      | —                | —                | —                | 2                     | 0                     | 0                     | 14    | 1     | 1      |
| Club León · México                    | Total club    | Total club    | 21    | 1     | 1      | 0                | 0                | 0                | 2                     | 0                     | 0                     | 23    | 1     | 1      |
| Total carrera                         | Total carrera | Total carrera | 530   | 39    | 77     | 36               | 1                | 2                | 61                    | 2                     | 5                     | 627   | 42    | 83     |

### Selección nacional
Actualizado al último partido jugado el 15 de octubre de 2024.
| Absoluta · México |               |    |    |    |    |    |   |   |    |    |    |     |    |
| 2005 | -             | -  | -  | -  | —  | —  | - | - | 1  | -  | 1  | 0   |    |
| 2006 | —             | —  | —  | —  | 1  | -  | — | — | 6  | -  | 7  | 0   |    |
| 2007 | —             | —  | 10 | 2  | —  | —  | — | — | 11 | 1  | 21 | 3   |    |
| 2008 | 7             | 2  | —  | —  | —  | —  | — | — | 3  | 1  | 10 | 3   |    |
| 2009 | 9             | 1  | -  | -  | —  | —  | — | — | -  | -  | 9  | 1   |    |
| 2010 | 0             | 0  | —  | —  | 3  | 0  | — | — | 12 | 1  | 15 | 1   |    |
| 2011 | —             | —  | 6  | 3  | —  | —  | — | — | 9  | 2  | 15 | 5   |    |
| 2012 | 6             | 1  | —  | —  | —  | —  | — | — | 4  | -  | 10 | 1   |    |
| 2013 | 8             | -  | -  | -  | —  | —  | 3 | - | 1  | -  | 12 | 0   |    |
| 2014 | —             | —  | —  | —  | 4  | 1  | — | — | 8  | -  | 12 | 1   |    |
| 2015 | 2             | 1  | 7  | 6  | —  | —  | — | — | 4  | -  | 13 | 7   |    |
| 2016 | 5             | 1  | 3  | -  | —  | —  | — | — | 2  | 1  | 10 | 2   |    |
| 2017 | 4             | -  | -  | -  | —  | —  | 3 | - | 3  | 1  | 10 | 1   |    |
| 2018 | —             | —  | —  | —  | 4  | -  | — | — | 3  | -  | 7  | 0   |    |
| 2019 | —             | —  | 6  | 2  | —  | —  | — | — | 4  | 1  | 10 | 3   |    |
| 2020 | —             | —  |    |    | —  | —  | — | — | 2  |    | 2  | 0   |    |
| 2021 | 5             | —  | 2  | —  | —  | —  | — | — | 2  | -  | 9  | 0   |    |
| 2022 | 2             | —  | —  | —  | 1  | —  | — | — | 5  | -  | 8  | 0   |    |
| 2024 | —             | —  | —  | —  | —  | —  | — | — | 1  | -  | 1  | 0   |    |
| Total carrera | Total carrera | 48 | 6  | 32 | 13 | 12 | 1 | 6 | 0  | 70 | 8  | 182 | 28 |
| (1) Incluye datos de Clasificación a la Copa Mundial (2008-Act.) (2) Incluye datos de Copa Oro (2007, 2011, 2015, 2019); Copa América (2007, 2016) (3) Incluye datos de Copa Mundial de Fútbol (2006, 2010, 2014, 2018). |               |    |    |    |    |    |   |   |    |    |    |     |    |

#### Participaciones en fases finales
| Competición               | Categoría | Sede                    | Resultado        | Partidos | Goles | Asistencias |
| ------------------------- | --------- | ----------------------- | ---------------- | -------- | ----- | ----------- |
| Copa Mundial 2006         | Absoluta  | Alemania                | Octavos de final | 1        | 0     | 0           |
| Copa Oro 2007             | Absoluta  | Estados Unidos          | Subcampeón       | 6        | 1     | 1           |
| Copa América 2007         | Absoluta  | Venezuela               | Tercer puesto    | 4        | 1     | 3           |
| Copa Mundial 2010         | Absoluta  | Sudáfrica               | Octavos de final | 3        | 0     | 1           |
| Copa Oro 2011             | Absoluta  | Estados Unidos          | Campeón          | 6        | 3     | 3           |
| Copa Confederaciones 2013 | Absoluta  | Brasil                  | Fase de grupos   | 3        | 0     | 1           |
| Copa Mundial 2014         | Absoluta  | Brasil                  | Octavos de final | 4        | 1     | 0           |
| Copa Oro 2015             | Absoluta  | Estados Unidos · Canadá | Campeón          | 6        | 6     | 2           |
| Copa América Centenario   | Absoluta  | Estados Unidos          | Cuartos de final | 3        | 0     | 1           |
| Copa Confederaciones 2017 | Absoluta  | Rusia                   | Cuarto puesto    | 3        | 0     | 0           |
| Copa Mundial 2018         | Absoluta  | Rusia                   | Octavos de final | 3        | 0     | 0           |
| Copa Oro 2019             | Absoluta  | Estados Unidos          | Campeón          | 6        | 2     | 0           |
| Total en fases finales    | -         | -                       | -                | 50       | 14    | 12          |

#### Goles internacionales
| Gol | Fecha                   | Sede                                                        | Oponente          | Marcador | Resultado | Competición                             |
| --- | ----------------------- | ----------------------------------------------------------- | ----------------- | -------- | --------- | --------------------------------------- |
| 1.  | 28 de febrero de 2007   | Estadio Qualcomm, San Diego, Estados Unidos                 | Venezuela         | 1–0      | 3–1       | Amistoso                                |
| 2.  | 24 de junio de 2007     | Soldier Field, Chicago, Estados Unidos                      | Estados Unidos    | 1–0      | 1–2       | Copa Oro 2007                           |
| 3.  | 14 de julio de 2007     | Estadio Olímpico de la CVU, Caracas, Venezuela              | Uruguay           | 3–1      | 3–1       | Copa América 2007                       |
| 4.  | 8 de junio de 2008      | Soldier Field, Chicago, Estados Unidos                      | Perú              | 2–0      | 4–0       | Amistoso                                |
| 5.  | 21 de junio de 2008     | Estadio Universitario, San Nicolás, México                  | Belice            | 2–0      | 7–0       | Clasificación para la Copa Mundial 2010 |
| 6.  | 6 de septiembre de 2008 | Estadio Azteca, México, D. F., México                       | Jamaica           | 1–0      | 3–0       | Clasificación para la Copa Mundial 2010 |
| 7.  | 5 de septiembre de 2009 | Estadio Ricardo Saprissa, San José, Costa Rica              | Costa Rica        | 0–3      | 0–3       | Clasificación para la Copa Mundial 2010 |
| 8.  | 13 de mayo de 2010      | Reliant Stadium, Houston, Estados Unidos                    | Angola            | 1–0      | 1–0       | Amistoso                                |
| 9.  | 26 de marzo de 2011     | Oakland-Alameda County Coliseum, Oakland, Estados Unidos    | Paraguay          | 2–0      | 3–1       | Amistoso                                |
| 10. | 12 de junio de 2011     | Soldier Field, Chicago, Estados Unidos                      | Costa Rica        | 2–0      | 4–1       | Copa Oro 2011                           |
| 11. | 12 de junio de 2011     | Soldier Field, Chicago, Estados Unidos                      | Costa Rica        | 3–0      | 4–1       | Copa Oro 2011                           |
| 12. | 25 de junio de 2011     | Rose Bowl Stadium, Pasadena, Estados Unidos                 | Estados Unidos    | 2–2      | 4-2       | Copa Oro 2011                           |
| 13. | 4 de septiembre de 2011 | Estadi Cornellà-El Prat, Barcelona, España                  | Chile             | 1–0      | 1–0       | Amistoso                                |
| 14. | 12 de octubre de 2012   | BBVA Compass Stadium, Houston, Estados Unidos               | Guyana            | 1–0      | 5–0       | Clasificación para la Copa Mundial 2014 |
| 15. | 23 de junio de 2014     | Arena Pernambuco, Recife, Brasil                            | Croacia           | 0-2      | 1–3       | Copa Mundial de 2014                    |
| 16. | 9 de julio de 2015      | Soldier Field, Chicago, Estados Unidos                      | Cuba              | 0-4      | 0–6       | Copa de Oro de la Concacaf 2015         |
| 17. | 15 de julio de 2015     | Bank of America Stadium, Charlotte, Estados Unidos          | Trinidad y Tobago | 3-3      | 4–4       | Copa de Oro de la Concacaf 2015         |
| 18. | 19 de julio de 2015     | MetLife Stadium, Nueva Jersey, Estados Unidos               | Costa Rica        | 0- 1     | 1-0       | Copa de Oro de la Concacaf 2015         |
| 19. | 22 de julio de 2015     | Georgia Dome, Atlanta, Estados Unidos                       | Panamá            | 1-1      | 2-1       | Copa de Oro de la Concacaf 2015         |
| 20. | 22 de julio de 2015     | Georgia Dome, Atlanta, Estados Unidos                       | Panamá            | 2-1      | 2-1       | Copa de Oro de la Concacaf 2015         |
| 21. | 26 de julio de 2015     | Lincoln Financial Field, Filadelfia, Estados Unidos         | Jamaica           | 1-0      | 3-1       | Copa de Oro de la Concacaf 2015         |
| 22. | 13 de noviembre de 2015 | Estadio Azteca, México, D. F., México                       | El Salvador       | 1-0      | 3-0       | Clasificación para la Copa Mundial 2018 |
| 23. | 29 de marzo de 2016     | Estadio Azteca, México, D. F., México                       | Canadá            | 1-0      | 2-0       | Clasificación para la Copa Mundial 2018 |
| 24. | 28 de mayo de 2016      | Georgia Dome, Atlanta, Estados Unidos                       | Paraguay          | 1-0      | 1-0       | Amistoso                                |
| 25. | 10 de noviembre de 2017 | Estadio Rey Balduino, Bruselas, Bélgica                     | Bélgica           | 1-1      | 3-3       | Amistoso                                |
| 26. | 5 de junio de 2019      | Mercedes-Benz Stadium, Georgia, Estados Unidos              | Venezuela         | 3-1      | 3-1       | Amistoso                                |
| 27. | 19 de junio de 2019     | Sports Authority Field at Mile High, Denver, Estados Unidos | Canadá            | 2-0      | 3-1       | Copa de Oro de la Concacaf 2019         |
| 28. | 19 de junio de 2019     | Sports Authority Field at Mile High, Denver, Estados Unidos | Canadá            | 3-1      | 3-1       | Copa de Oro de la Concacaf 2019         |

#### Resumen estadístico
|                               | Partidos | Goles | Promedio | Asistencias | Promedio de Asistencias | Goles y Asistencias | Promedio |
| ----------------------------- | -------- | ----- | -------- | ----------- | ----------------------- | ------------------- | -------- |
| Primera División              | 492      | 28    | 0.05     | 66          | 0.12                    | 93                  | 0.18     |
| Segunda División              | 36       | 11    | 0.30     | 10          | 0.27                    | 21                  | 0.58     |
| Copas Nacionales              | 36       | 1     | 0.02     | 2           | 0.05                    | 3                   | 0.08     |
| Competiciones internacionales | 61       | 2     | 0.03     | 5           | 0.08                    | 7                   | 0.11     |
| Selección de México           | 182      | 28    | 0.15     | 31          | 0.17                    | 59                  | 0.32     |
| Total                         | 806      | 70    | 0.08     | 114         | 0.12                    | 184                 | 0.22     |

## Récords
- Es el mexicano con mayor cantidad de partidos jugados en Europa, con 542 partidos.
- Con 218 juegos disputados, es el jugador extranjero con más partidos en toda la historia del Real Betis.
- Junto con Antonio Carbajal, Lionel Messi, Lothar Matthäus, Cristiano Ronaldo, Gianluigi Buffon, Guillermo Ochoa y Rafael Márquez, son los únicos jugadores en jugar 5 Copas del Mundo.
- Único jugador de la Concacaf, en llegar a las 103 victorias (Quinto a nivel mundial) con su selección nacional.[29]
- Jugador con más presencias en la selección nacional mexicana, con 180 partidos (182 contando sus partidos contra Martinica).
- Con 31 asistencias, es el máximo asistente de la historia de la selección mexicana.[30][31]
- Portó el gafete de capitán con la Selección Mexicana, Deportivo La Coruña, PSV Eindhoven y Real Betis.
- Con 114 asistencias está en el cuarto lugar entre los máximos asistentes de la historia de México.[32][33][34][35]
- Es el segundo mexicano con mayor cantidad de partidos disputados (327 partidos) en la Primera División de España.
- Noveno jugador con mayor cantidad de partidos jugados en la historia de las selecciones nacionales.
- Jugador de la Concacaf con mayor cantidad de partidos jugados en selecciones nacionales.
- Se encuentra en el puesto 26 de jugadores extranjeros en partidos jugados en la Primera División de España y el segundo de la Concacaf.
- Dentro de los únicos 17 futbolistas que han jugado más de 100 partidos de competiciones oficiales con su selección nacional.
- Junto a Claudio Suárez, son los únicos en ser dos veces campeones, portando el gafete de capitán con la selección mexicana.
- Junto a Zague, es el máximo goleador de la selección mexicana en la Copa Oro.
- Único jugador mexicano en superar los 100 partidos con 3 equipos europeos distintos.[36]

## Palmarés

### Campeonatos nacionales
| Título                        | Club                | Sede         | Año     |
| ----------------------------- | ------------------- | ------------ | ------- |
| Segunda División de España    | Deportivo La Coruña | España       | 2011-12 |
| Eredivisie                    | PSV Eindhoven       | Países Bajos | 2014-15 |
| Supercopa de los Países Bajos | PSV Eindhoven       | Países Bajos | 2015    |
| Eredivisie                    | PSV Eindhoven       | Países Bajos | 2015-16 |
| Supercopa de los Países Bajos | PSV Eindhoven       | Países Bajos | 2016    |
| Copa del Rey                  | Real Betis Balompié | España       | 2022    |

### Copas internacionales
| Título                  | Equipo              | Sede           | Año  |
| ----------------------- | ------------------- | -------------- | ---- |
| Copa Oro de la Concacaf | Selección de México | Estados Unidos | 2011 |
| Copa Oro de la Concacaf | Selección de México | Estados Unidos | 2015 |
| Copa Concacaf           | Selección de México | Estados Unidos | 2015 |
| Copa Oro de la Concacaf | Selección de México | Estados Unidos | 2019 |

### Distinciones individuales
| Distinción                                                                | Sede                         | Año  |
| ------------------------------------------------------------------------- | ---------------------------- | ---- |
| Mejor novato de la Primera División de México                             | México                       | 2005 |
| Mejor Lateral de la Primera División de México                            | México                       | 2006 |
| Nominado al Equipo Ideal de América                                       | América                      | 2006 |
| Mejor Lateral de la Primera División de México                            | México                       | 2007 |
| XI ideal de la Copa de Oro de la CONCACAF (Banca)                         | Estados Unidos               | 2007 |
| Mérito Deportivo del Club Deportivo Atlas de Guadalajara                  | Guadalajara                  | 2007 |
| Mejor jugador del Deportivo La Coruña                                     | España                       | 2007 |
| Mejor jugador del Deportivo La Coruña                                     | España                       | 2008 |
| Mejor Centrocampista de la Segunda División de España                     | España                       | 2012 |
| Mejor jugador de la Eredivisie                                            | Países Bajos                 | 2015 |
| Balón de oro de la Copa Oro de la Concacaf                                | Estados Unidos               | 2015 |
| Mejor jugador del partido Manchester United vs PSV                        | Liga de Campeones de la UEFA | 2015 |
| XI ideal de la Concacaf                                                   | Estados Unidos               | 2015 |
| Tercer mejor jugador de la Concacaf                                       | Estados Unidos               | 2015 |
| Preseleccionado al Balón de Oro                                           | FIFA                         | 2015 |
| XI ideal de la Eredivisie                                                 | Países Bajos                 | 2016 |
| XI ideal de la Concacaf                                                   | Estados Unidos               | 2016 |
| XI ideal de la Concacaf                                                   | Estados Unidos               | 2018 |
| Mejor jugador del partido México-Canadá por la Copa de Oro de la CONCACAF | Estados Unidos               | 2019 |
| XI ideal de la Copa de Oro de la CONCACAF                                 | Estados Unidos               | 2019 |
| XI Ideal de la Década de la Concacaf por la IFFHS                         | IFFHS                        | 2021 |
| XI Ideal de todos los tiempos de la Concacaf por la IFFHS                 | IFFHS                        | 2021 |
| Premio AS América                                                         | España                       | 2022 |